# Heinrich Gechter
Heinrich Gechter (* 12. Mai 1873 in Rotenburg (Wümme); † 11. März 1943 in Hamburg) war Lehrer in Hamburg und Ornithologe.

## Leben

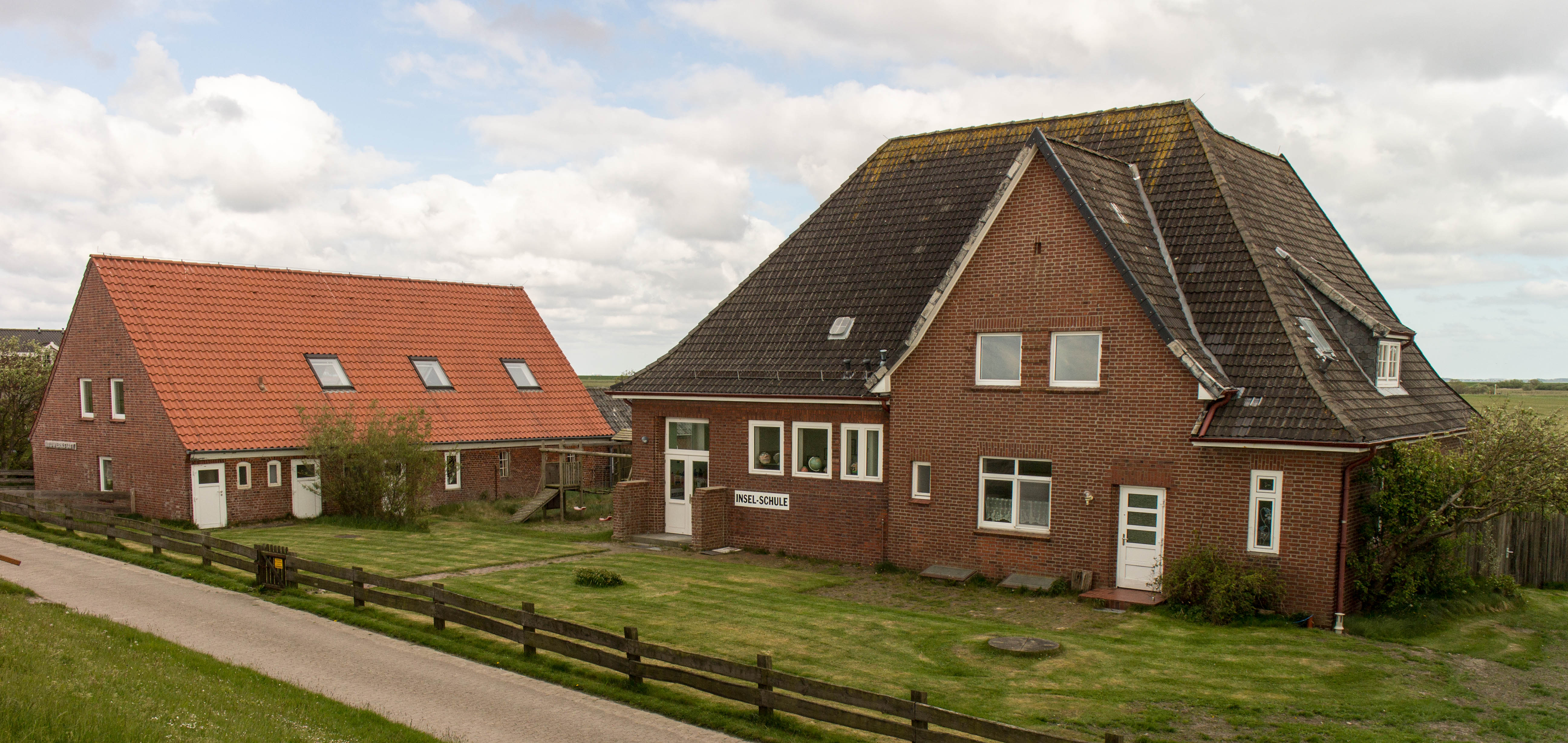
Schule zu Zeiten Gechters (links) und heutige Schule (rechts).

Gechter war von 1902 bis 1909 Lehrer auf der Insel und Hamburger Exklave Neuwerk und später an der Mädchenschule Barmbecker Straße 30 in Hamburg. Während seiner Zeit auf Neuwerk tat er Dienst im alten Blüsenwärterhaus neben dem damaligen (kleinen) Leuchtturm, verfasste den ersten Reiseführer für die Insel und widmete sich auch nach 1909 besonders den Inseln Neuwerk und Scharhörn.
Während seiner Zeit als Lehrer auf Neuwerk dokumentierte Gechter umfänglich die Vogelwelt Neuwerks und wies bereits in seinem ersten Jahr brütende Brandseeschwalben auf dem Scharhörnsand nach. Vor ihm berichtete Ernst Hartert erstmals 1884 von der Besonderheit dieses umfangreichen Wattgebiets.
Er engagierte sich später im „Verein Jordsand zur Begründung von Vogelfreistätten an den deutschen Küsten“, wo er zeitweise 2. Vorsitzender war, und im Schulverein der Mädchenschule Barmbecker Straße 30.
In der Folge des Ersten Weltkriegs initiierte Gechter 1920 die Nutzung des Neuwerker Turms als Schullandheim für Schüler aus Winterhude. Ab 1924 wich man auf den Dachboden der Staatsscheune am (großen) Turm aus und weitete ab 1933 die Nutzung auf Teile des Erdgeschosses aus. Damit kamen jährlich bis zu 400 Schüler in das Schullandheim am Turm.

### Entstehung der Insel Scharhörn

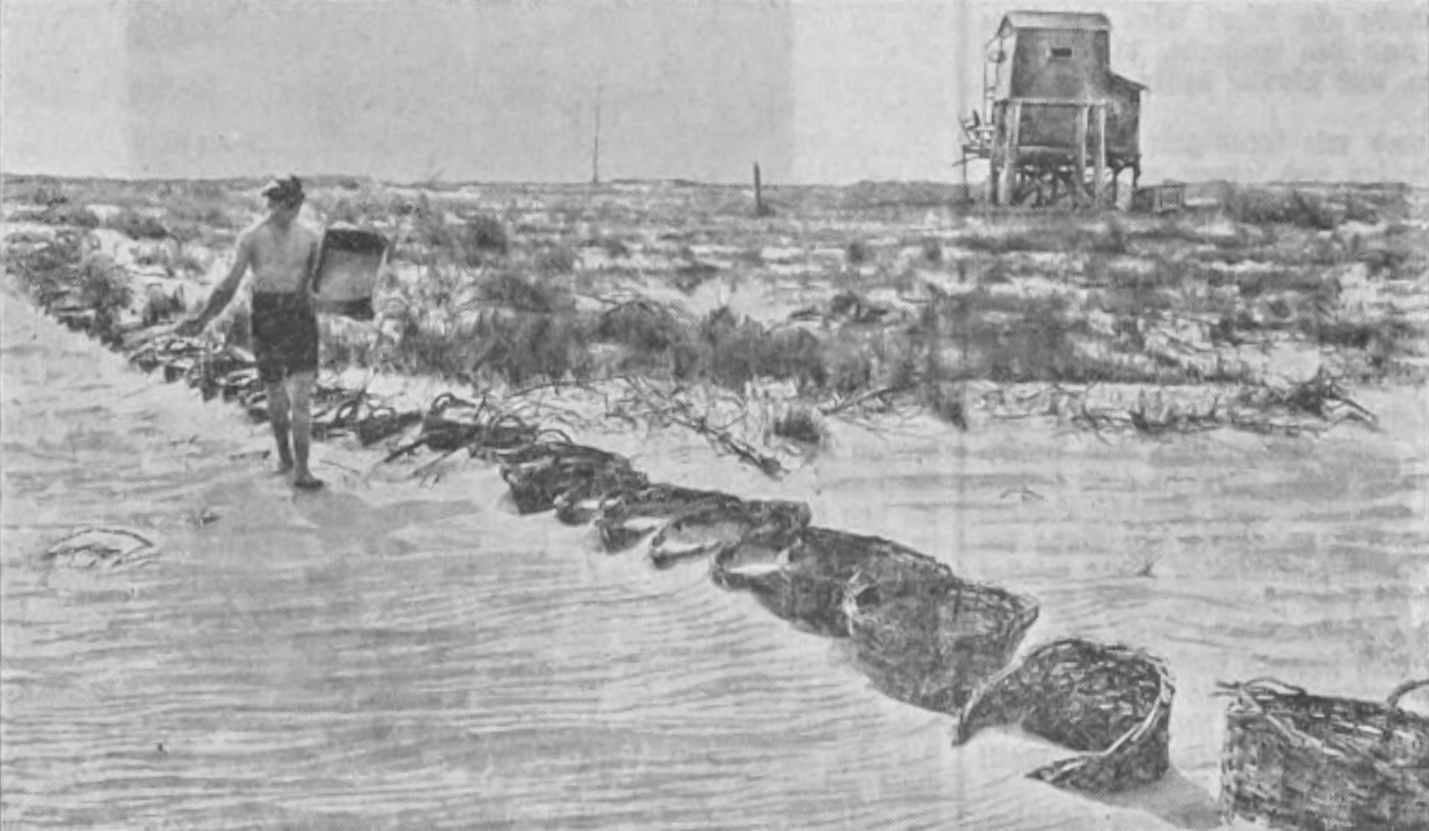
Aussaat des Strandhafers auf Scharhörn (1933)

Gechter wird mit seinen Bemühungen zur Einrichtung der Vogelfreistätte Scharhörn und den ersten Anpflanzungen vielfach im Zusammenhang mit der Entstehung der eigentlichen Insel Scharhörn genannt.
So entdeckte er 1926 ersten Pflanzenbewuchs auf Scharhörn und erreichte durch Presse- und Lobbyarbeit, dass Hamburg „die Natur unterstützende Erhöhung und Bepflanzung des Sandes Scharhörn“ finanzierte. Ab 1927 fanden dann systematische und großflächige Arbeiten mit Sandfangzäunen und später auch Anpflanzungen, Aussaat und Ernte von Strandroggen und anderen Dünengräsern statt. Hierzu wurden ab 1929 Baubuden zur Unterbringung des Arbeitsdienstes des Wasserbauamtes Cuxhaven errichtet. Bis zum Ende der 1930er Jahre konnte so eine Insel geschaffen werden, die mit einer Größe zwischen 4 und 12 ha dokumentiert wurde.